# Carpelimus pulchrus
Carpelimus pulchrus – gatunek chrząszcza z rodziny kusakowatych i podrodziny kozubków.
Gatunek ten opisany został po raz pierwszy w 2019 roku przez Michaiła Gildienkowa na łamach „Russian Entomological Journal”. Jako lokalizację typową wskazano Felda Lasah na północny wschód od Ipoh na terenie malezyjskiego stanu Perak.
Chrząszcz o wydłużonym ciele długości 3 mm, ubarwionym ciemnobrązowo z czerwonym odcieniem oraz jasnobrązowymi czułkami i odnóżami, porośniętym jasnymi, krótkimi włoskami. Szersza niż dłuższa głowa ma duże i wysklepione oczy, słabo rozwinięte, trzykrotnie krótsze od oczu skronie i wyraźną szyję. Jej powierzchnia jest punktowana bardzo delikatnie, bardzo drobno i gęsto. Tak samo jak głowa punktowane i po bokach ponadto szagrynowane, sercowate w zarysie przedplecze ma dwa podłużne, równoległe wciski boczne i jeden nieparzysty, słabo wyrażony, obecny tylko na przedzie wcisk środkowy. Pokrywy punktowane są dość delikatnie, drobno i gęsto. Odwłok jest delikatnie szagrynowany.
Owad orientalny, endemiczny dla Malezji, znany tylko z lokalizacji typowej w stanie Perak.